# 赫爾曼二世 (黑森)
赫爾曼二世（Hermann II，1342年—1413年），黑森伯爵，路德維希之子，1376年至1413年在位。
1383年，赫爾曼二世與紐倫堡伯爵腓特烈五世的女兒瑪格莉特結婚，他們的兒子是路德維希一世。